# Rue Notre-Dame (Fontenay-sous-Bois)
La rue Notre-Dame est une voie de communication de Fontenay-sous-Bois.

## Situation et accès
Cette rue relativement courte rencontre exclusivement le boulevard André-Bassée, anciennement boulevard des Écoles.

## Origine du nom

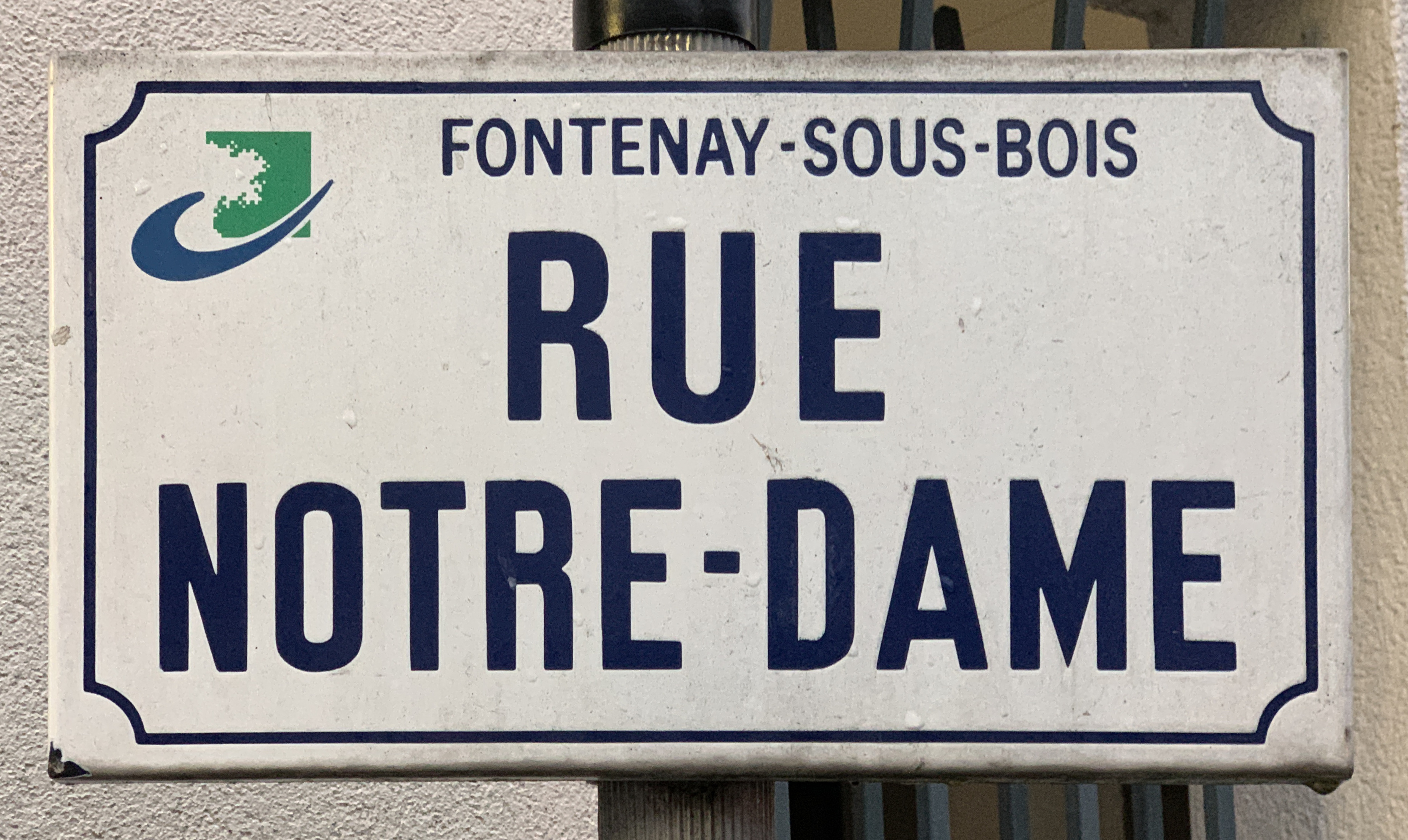
Plaque rue Notre-Dame.

L'origine du nom de cette voie n'est pas connue.

## Historique

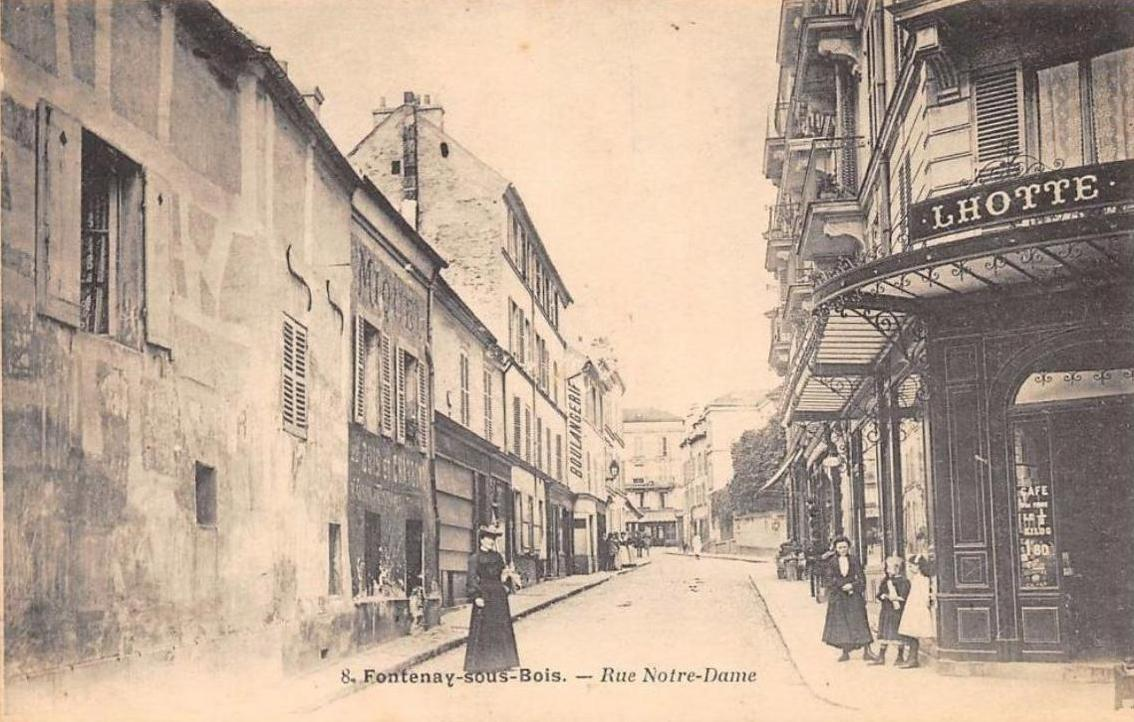
Maison Lhotte, rue Notre-Dame.

Jusqu’en 1845, elle s’étendait de la place d’Armes, aujourd'hui place du Général-Leclerc, jusqu'à la rue Grognard.
Sa partie sud fut alors renommée rue Mot, en hommage à François-Joseph Mot (1768-1841), bienfaiteur de la commune.

## Bâtiments remarquables et lieux de mémoire
- Ancien presbytère, construit en 1867, qui devint le Bureau de Bienfaisance de la commune. Il fut construit sur un terrain offert en 1837 à la fabrique par M. Epoigny[4].